# Wilhelm Derfelden

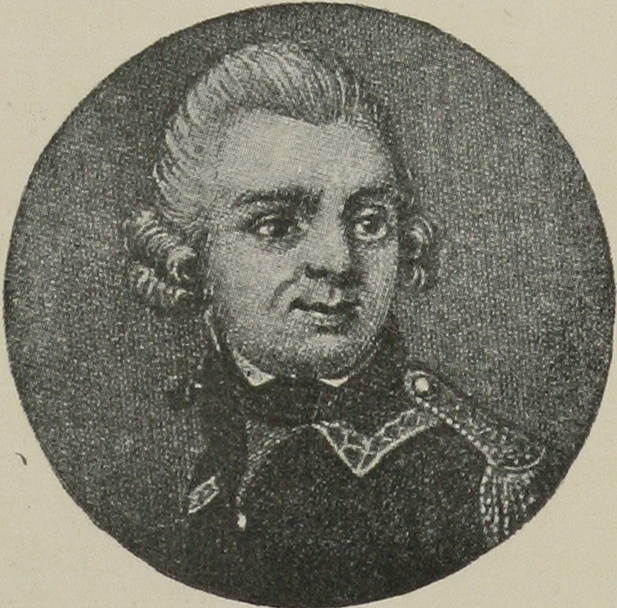
W. Derfelden

Wilhelm Derfelden (russisch Отто Вильгельм Христофорович Дерфельден, Otto Wilhelm Christophorwitsch Derfelden; * 1737; † 8. Septemberjul. / 20. September 1819greg. im Gouvernement Cherson) war ein kaiserlich russischer General der Kavallerie.

## Familie
Wilhelm Derfelden entstammte dem deutsch-baltischen Adelsgeschlecht Derfelden. Seine Eltern waren der estländische Landrat und Erbherr auf Klosterhof und Paunküll, Christoph von Derfelden (1681–1750) und dessen zweiter Ehefrau Anna Elisabeth von Bistram (1699–1774). 
Nach bisheriger Erkenntnis soll sich Derfelden ganz dem Militär verschrieben haben und somit unvermählt und kinderlos geblieben sein. Allerdings wies jüngst Wladimir Snegotzkij nach, dass über die riesigen Ländereien im Gouvernement Cherson, welche General Derfelden 1796 von Katharina II. erhielt, insbesondere das zugehörige Dorf Jastrebinowo im Kreis Olwiopol, zwischen den Schwestern Catherine Derfelden, vermählte Semen Martynowskij und Marie Derfelden, vermählte Ignatjew eine Erbteilung erfolgte, die 1855 in Odessa abgeschlossen wurde. Obwohl der Vater der Schwestern in der Teilungsakte nicht genannt wird, erschien es vor der Grundgesamtheit naheliegend von General Otto Wilhelm von Derfelden (1737–1819) als solchen auszugehen und diese beiden als seine Töchter anzusehen.

## Leben
Zunächst machte Derfelden im russisch-türkischen Krieg auf sich aufmerksam. Er stand bereits im darauffolgenden russisch-österreichischen Krieg an der Seite Suworows, dessen treuer Waffengefährte er wurde. Späterhin wurde Derfelden sogar als Suworows rechte Hand bezeichnet.
1789 war Derfelden Ritter des St. Georgs Ordens (Orden 2. Klasse). 1791 war Derfelden in Litauen stationiert, nahm aber während des russisch-polnischen Kriegs an den Operationen aus der Ukraine heraus teil. Im Kościuszko-Aufstands zeichnete er sich bei der Erstürmung von Praga aus. Dennoch fiel Derfelden nach der polnischen Kampagne beim Kaiser in Ungnade.
1799 begab er sich mit Romanow nach Italien. Suworow wies Derfelden während der Kampagne den 2. Rang in der Befehlsfolge nach ihm zu. Er führte daraufhin das Kommando über 10.000 Soldaten und hatte aktiven Anteil an den Siegen bei Cassano, Trebbia und Novi. Auch die bei der Überquerung der Alpen zeichnete sich Derfelden aus. Nach dem Feldzug nahm er seinen Abschied vom aktiven Dienst.